# Mourão
Mourão és un municipi portuguès, situat al districte d'Évora, a la regió d'Alentejo i a la subregió de l'Alentejo Central. L'any 2004 tenia 3.348 habitants. Limita al nord amb Alandroal, a l'est amb Villanueva del Fresno, al sud-est amb Barrancos, al sud amb Moura i a l'oest amb Reguengos de Monsaraz.

## Població
| 1801  | 1849  | 1900  | 1930  | 1960  | 1981  | 1991  | 2001  | 2004  |
| ----- | ----- | ----- | ----- | ----- | ----- | ----- | ----- | ----- |
| 2.615 | 2.341 | 3.855 | 5.064 | 5.815 | 3.487 | 3.273 | 3.230 | 3.348 |

## Freguesies
- Granja
- Luz
- Mourão